# Leupung Bruek
Leupung Bruek is een bestuurslaag in het regentschap Aceh Besar van de provincie Atjeh, Indonesië. Leupung Bruek telt 145 inwoners (volkstelling 2010).